# 庫珀斯維爾 (密歇根州)
庫珀斯維爾（英語：Coopersville）是一個位於美國密歇根州渥太華縣的城市。

## 人口
根據2020年美國人口普查的數據，庫珀斯維爾的面積為12.47平方千米，當中陸地面積為12.46平方千米，而水域面積為0.01平方千米。當地共有人口4828人，而人口密度為每平方千米387人。